# Стражишче (Преваље)
Стражишче (словен. Stražišče) је насељено место у општини Преваље, Корушка регија, Словенија.

## Историја
До територијалне реорганизације у Словенији била је у саставу старе општине Равне на Корошкем. Као самостално насеље, Стражишче постоји од 1999. године. Настала је издвајањем дела из насеља Преваље.

## Становништво
У попису становништва из 2011. године, Стражишче је имало 156 становника.
| Број становника према пописима | Број становника према пописима |
| ------------------------------ | ------------------------------ |
| 2002                           | 2011                           |
| 155                            | 156                            |

Напомена: Године 1999. настала издвајањем дела из насеља Преваље.